# Девушка и смерть (фильм)
«Де́вушка и смерть» — кинолента голландского режиссёра Йоса Стеллинга, снятая в 2012 году. Премьера состоялась 29 сентября 2012 года.

## Сюжет
Случайная встреча Николая с Ниной, знакомой из прошлого, заставляет Николая вернуться в заброшенный отель, в котором много лет назад он испытал свою единственную любовь, полную трагедии и всепоглощающего чувства. Фильм представляет собой историю любви, балансирующей на грани жизни и смерти, радости и потерь, жертв, которые может принести чувствующая душа ради высокого чувства. Фильм является противоборством открытой, готовой к полетам и безумствам, русской души и сдержанной голландской натуры.
Действие разворачивается в трех временных пространствах: конец девятнадцатого, начало и середина двадцатого веков.
Немолодой Николай возвращается в Германию, чтобы возложить цветы на могилу Элизы, его единственной любви, которую он пронес в своем сердце через полстолетия. Старый отель вновь погружает его в водоворот чувств и воспоминаний. Николай вспоминает, как впервые увидел Элизу, содержанку старика-графа. Это была любовь с первого взгляда. Но любовь губительная, разрушающая. Различное социальное положение, возможности, болезнь — всё это не останавливает главных героев. И Николай будет вновь и вновь возвращаться в отель, даже когда ждать его будет некому.

## Съёмочная группа
- Йос Стеллинг — режиссёр
- Йос Стеллинг, Берт Райкеликхаузен — авторы сценария
- Антон Крамер, Йос Стеллинг, Авро, Слеа Де Конинг, Хайно Декерт, Евгений Гиндилис, Мартин Шлутер, Джудит ван ден Бёрг — продюсеры
- Гурт Хилтай — оператор
- Барт ван де Лисдонк — композитор
- Герт Бринкерс, Андреа Шайн — художники
- Берт Райкеликхаузен — монтаж

## В ролях
- Сильвия Хукс — Элиза
- Леонид Бичевин — Николай
  - Сергей Маковецкий — взрослый Николай
- Рената Литвинова — Нина
  - Светлана Светличная — старая Нина
- Дитер Халлерфорден — граф

Светличная, сыгравшая роль Нины в старости, исполняла также роль матери Фаины в кинофильме «Богиня: как я полюбила», при этом роли Нины в молодости и Фаины в этих фильмах изобразила Рената Литвинова